# پیتر ژخوف
پیتر ژخوف (بلغاری: Петър Петров Жеков؛ ۱۰ اکتبر ۱۹۴۴ - ۱۸ فوریهٔ ۲۰۲۳) یک بازیکن فوتبال اهل بلغارستان بود.

## تیم ملی
وی همچنین در تیم ملی فوتبال بلغارستان بازی کرده‌است.